# Mount Hagen
Mount Hagen is een plaats in Papoea-Nieuw-Guinea. Het is de hoofdplaats van de provincie Western Highlands. Mount Hagen telde in 2000 bij de volkstelling 27.782 inwoners en is daarmee de op twee na grootste stad van het land. De stad is gelegen op 1677 m hoogte.